# Hebron (Île-du-Prince-Édouard)
Pour les articles homonymes, voir Hebron.
Hebron est un village de l'Île-du-Prince-Édouard, au Canada. Il est situé sur le lot 8, au sud de O'Leary. 
Hebron (Territoire non organisé) fut inscrit dans les Noms de lieux de l'IPE en 1925. Son statut a été modifié pour Localité le 23 octobre 1989. 
Pour Statistique Canada, Hebron est inclus dans le Lot 8 qui comptait 668 habitants en 2006